# 246. Volksgrenadier-Division

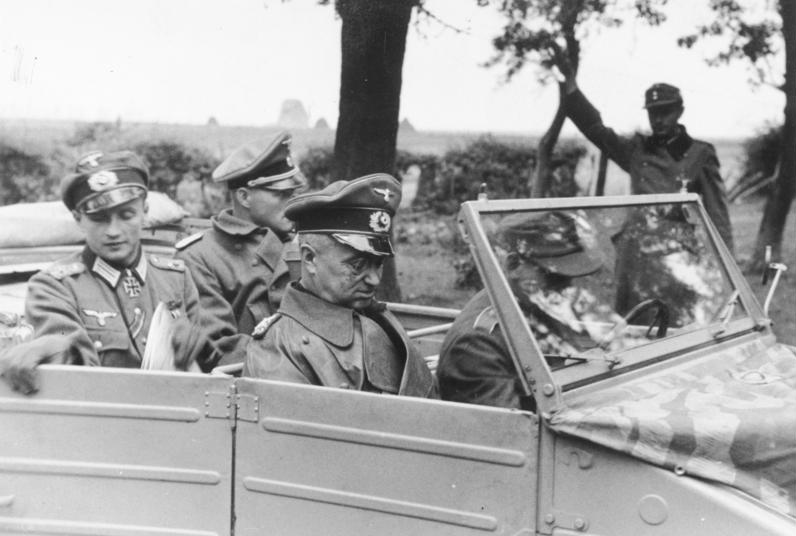
Generalfeldmarschall Model besucht den vorgeschobenen Gefechtsstand der in und um Aachen eingesetzten 246. V.G.D. am 9. Oktober 1944; im Fond des Wagens sitzen der Divisionskommandeur Oberst Gerhard Wilck (hinten, mit z. T. verdecktem Gesicht) und der Ia der Division, Major Rolf Heyd (vorn)

Die 246. Volksgrenadier-Division (kurz: 246. V.G.D.) war eine deutsche Volksgrenadier-Division, also ein Großverband der Infanterie, im Zweiten Weltkrieg.

## Geschichte

### Aufstellung
Die Division wurde am 15. September 1944 auf dem Truppenübungsplatz Milowitz nordöstlich von Prag in Böhmen durch Umbenennung der 565. Volksgrenadier-Division als Volksgrenadier-Division der 32. Welle durch den Befehlshaber des Ersatzheeres aufgestellt.
Mit der Aufstellung wurden auch vorhandene Einheiten umbenannt und unterstellt:
- Grenadier-Regiment 352 (aus Grenadier-Regiment 1153)
- Grenadier-Regiment 404 (aus Grenadier-Regiment 1154)
- Grenadier-Regiment 689 (aus Grenadier-Regiment 1155)
- Artillerie-Regiment 246 (aus Artillerie-Regiment 1565)
- Füsilier-Kompanie 246
- Divisionstruppen Nr. 246

Als im September die Kämpfe um Aachen begannen, wurde die Division ohne weitere Ausbildung sofort zur 7. Armee überstellt und schnell in die Schlacht geworfen.

### Aachen 1944
Im Oktober 1944 kämpfte der Verband als Teil des LXXXI. (81.) Armee-Korps der 7. Armee in und um Aachen und verlor gegenüber den angreifenden, starken amerikanischen Kräften schnell an Mannstärke.
Nach den verlustreichen Kämpfen nahezu ohne Personal wurde ab November 1944 die Division mit dem LXXXI. (81.) Armee-Korps für die Ardennenoffensive vorbereitet. Der praktisch kaum noch existierenden Division wurden neue Verbände zum Auffüllen der eigenen Einheiten zugeführt:
- Luftwaffen-Festungs-Bataillon XVIII
- Festungs-Maschinengewehr-Bataillon 34 (wird Feldersatz-Bataillon 246)
- Schnelle Abteilungen 503, 504 und 506 (eingegliedert in Grenadier-Regiment 404)
- Reserve-Grenadier-Bataillon 453 (Standort Aachen / zugehörig zur 526. Reserve-Division)
- Volkssturm-Bataillon Trier
- Teile der aufgelösten 49. Infanterie-Division (I. Bataillon 689 aus I./Gren.Regt. 148; Füsilier-Bataillon 246 aus Füs.Btl. 149; I. Abteilung Artillerie-Regiment 246 aus I./ Art.Rgt 149)
- Feldersatz-Bataillon Wegelein (wird II. Bataillon / Gren.Regt. 352)

### Ardennenoffensive
Im Dezember stellte die Division zuerst eine Reserve der 5. Panzer-Armee der Heeresgruppe B. Nach dem 16. Dezember 1944 griff die Division mit dem LXVII. (67.) Armee-Korps der 15. Armee an.
Bei Ende der Offensive im Februar 1945 stand die Division mit dem LXVII. (67.) Armee-Korps wieder als Teil der 5. Panzer-Armee weiterhin bei der Heeresgruppe B.
Im März war der Verband südlich von Koblenz als Reserve der 7. Armee im Hunsrück eingesetzt.
Letztlich wechselte der Verband im April 1945 zum XIII. (13.) Armee-Korps der 1. Armee bei der Heeresgruppe G, dabei stand der Verband am Mittelrhein.

### Kapitulation
Die Division ging im Raum Frankfurt a. M. in amerikanische Kriegsgefangenschaft.

## Kommandeure
- Aufstellung bis 9. Oktober 1944: Oberst Gerhard Wilck
- 21. Oktober 1944 bis 1. Januar 1945: Oberst/Generalmajor Peter Körte (1896–1947)
- ab 2. Januar 1945 bis Kriegsende: Generalmajor Walter Kühn (1893–1984)